# Gonten
Gonten este un oraș în Elveția.